# سياسات اللغة في إسرائيل

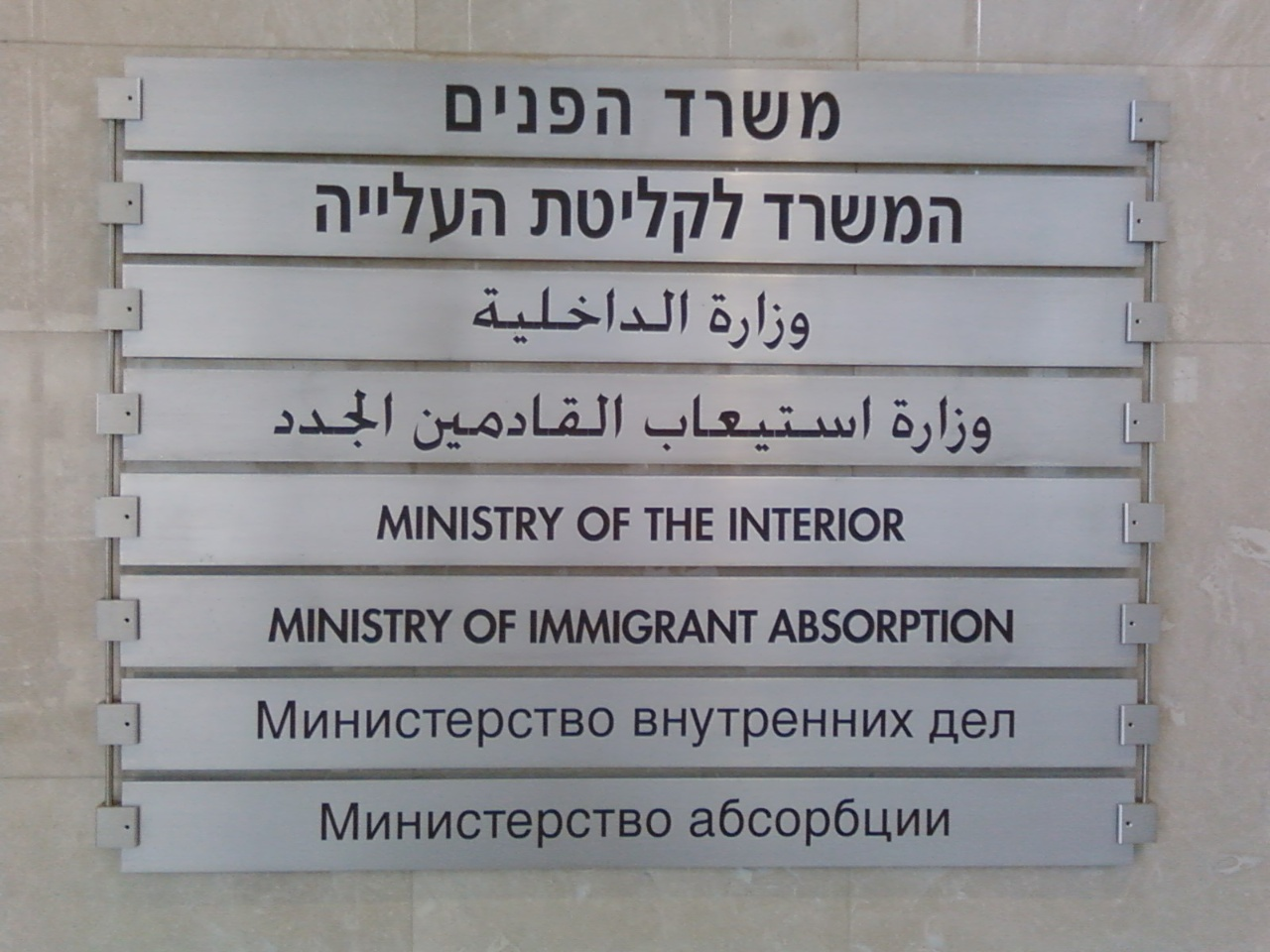
لافتة في وزارة الداخلية / وزارة استيعاب المهاجرين في حيفا. من الأعلى إلى الأسفل: العبرية والعربية والإنجليزية والروسية.

السكان الإسرائيليون مجتمع متنوع لغويا وثقافيا. يتحدثون في المجتمع المحلي اللغة العبرية وهي اللغة الرسمية للبلاد، ويتحدثها جميع السكان تقريبًا إما متحدثين أصليين أو يتقنون لغة ثانية، وتعرف باسم العبرية الحديثة، هو الوسيلة الرئيسية للحياة في إسرائيل. تتمتع اللغة العربية، التي تستخدمها الأقلية العربية في إسرائيل، والتي تضم حوالي خمس السكان، بوضع خاص بموجب القانون الإسرائيلي. تُستخدم اللغة الإنجليزية، التي يتحدث بها غالبية السكان الإسرائيليين كلغة ثانية، على نطاق واسع في الشعارات الرسمية وعلامات الطرق وعلامات المنتجات. اللغة الروسية، التي يتحدث بها عدد كبير من المهاجرين من الاتحاد السوفيتي السابق، تستخدم بكثرة أيضًا.
ظهرت العبرية الحديثة كنتيجة لإحياء اللغة العبرية التي بدأت في أواخر القرن التاسع عشر، وتستند إلى لهجات مختلفة من العبرية القديمة وتتأثر إلى حد ما بالعديد من اللغات (الإنجليزية واللغات اليهودية واللغات السلافية والعربية والأرامية وألمانية الآخرين).
وفقًا للمسح الاجتماعي الحكومي لعام 2011 الخاص بالإسرائيليين الذين تزيد أعمارهم عن 20 عامًا، أفاد 49٪ منهم بأن العبرية هي لغتهم الأم، العربية 18٪، الروسية 15٪، اليديشية 2٪، الفرنسية 2٪، الإنجليزية 2٪، 1.6٪ الإسبانية و10٪ لغات أخرى (بما في ذلك الرومانية والألمانية والأمهرية، والتي لم يتم تقديمها كإجابات من الاستطلاع). كما أشارت هذه الدراسة إلى أن 90٪ من اليهود وأكثر من 60٪ من العرب لديهم فهم جيد للغة العبرية.

## التاريخ
تحدد العديد من القوانين الوضع الرسمي للغات وسياسة اللغة في إسرائيل. وقد أدى هذا الوضع المربك إلى تقديم العديد من الطعون إلى المحكمة العليا، التي فرضت أحكامها السياسات الحالية للسلطات الوطنية والمحلية.
في 19 تموز (يوليو) 2018، أصدر الكنيست قانونًا أساسيًا تحت عنوان إسرائيل كدولة للشعب اليهودي، والذي يعرف اللغة العبرية بأنها «لغة الدولة» والعربية كلغة «ذات وضع خاص في الدولة». ينص القانون كذلك على أنه لا ينبغي تفسيره على أنه يعرض للخطر وضع اللغة العربية في الممارسة قبل سن القانون الأساسي، أي أنه يحافظ على الوضع الراهن ويغير وضع اللغة العبرية والعربية اسمياً فقط.
قبل سن القانون الأساسي المذكور أعلاه، تم تحديد وضع اللغة الرسمية في إسرائيل وفقًا للفقرة 82 من «الأمر في المجلس» الصادر في 14 أغسطس 1922، بشأن الانتداب البريطاني، بصيغته المعدلة في عام 1939:
«تنشر جميع المراسيم والإشعارات الرسمية والنماذج الرسمية للحكومة وجميع الإشعارات الرسمية للسلطات والبلديات المحلية في المناطق التي تحدد بأمر من المفوض السامي باللغات الإنجليزية والعربية والعبرية.»
تم اعتماد هذا القانون، مثله مثل معظم قوانين الانتداب البريطاني، في دولة إسرائيل، مع مراعاة بعض التعديلات التي نشرتها السلطة التشريعية المؤقتة في 19 مايو 1948. ينص التعديل على ما يلي:
«يتم إلغاء أي حكم في القانون يتطلب استخدام اللغة الإنجليزية.»

## لغة رسمية
كانت مقالات الانتداب البريطاني، الصادرة عن مجلس عصبة الأمم في عام 1922، والنظام الفلسطيني في المجلس لعام 1922، هي الأولى في العصر الحديث للاعتراف بالعبرية كلغة رسمية لكيان سياسي. كان هذا إنجازًا مهمًا للحركة الصهيونية، التي سعت إلى تأسيس اللغة العبرية باعتبارها اللغة الوطنية للشعب اليهودي وأثبطت استخدام اللغات اليهودية الأخرى، ولا سيما اليديشية، تمامًا مثل اللغة الآرامية التي حلت محل اللغة العبرية في العصور القديمة.
كانت حركة إحياء اللغة العبرية كلغة منطوقة تحظى بشعبية خاصة بين المهاجرين الصهاينة اليهود الجدد الذين أتوا إلى العثمانيين الذين حكموا مصارفة القدس ابتداءً من ثمانينيات القرن التاسع عشر. أنشأ اليعازر بن يهودا (من مواليد الإمبراطورية الروسية) وأتباعه أول مدارس الناطقين باللغة العبرية، والصحف، وغيرها من مؤسسات اللغة العبرية. كما يلاحظ ماكس وينريك في كتابه، «تاريخ اللغة اليديشية، المجلد 1»، فإن «صنع اللغة العبرية إلى لغة منطوقة مستمد من إرادة الانفصال عن الشتات». بعد هجرة بن يهودا إلى إسرائيل، وبسبب زخم العلية الثانية (1905-1914)، كانت اللغة العبرية هي اللغة الرسمية الوحيدة المنطوقة للجالية اليهودية في فلسطين الانتدابية. عندما تشكلت دولة إسرائيل في عام 1948، نظرت الحكومة إلى العبرية باعتبارها اللغة الرسمية بحكم الأمر الواقع وبدأت سياسة بوتقة الانصهار، حيث كان كل مهاجر مطلوبًا لدراسة اللغة العبرية وفي كثير من الأحيان تبني اللقب العبري. تم إحباط استخدام اليديشية، التي كانت المنافس الرئيسي قبل الحرب العالمية الثانية، وتراجع عدد المتحدثين باللغة اليديشية مع نفاد الأجيال الأكبر سنا. ومع ذلك، لا يزال يستخدم اليديشية في كثير من الأحيان في مجتمعات اشكنازي الحريديم في جميع أنحاء العالم، وأحيانا هي اللغة الأولى لأعضاء فروع الحسيدية من هذه المجتمعات.
اليوم، العبرية هي اللغة الرسمية المستخدمة في الحكومة والتجارة وجلسات المحاكم والمدارس والجامعات. إنها اللغة الأكثر استخدامًا في الحياة اليومية في إسرائيل. يشكل الناطقين باللغة العبرية حوالي 53 ٪ من السكان. الغالبية العظمى من البقية يتحدثون العبرية بطلاقة كلغة ثانية. عادة ما يكون اليهود الإسرائيليون المولودون في الأصل من الناطقين باللغة العبرية، لكن أقلية كبيرة من الإسرائيليين هم من المهاجرين الذين تعلموا اللغة العبرية كلغة ثانية. يحق للمهاجرين الذين يخضعون لقانون العودة الحصول على دورة مجانية في مدرسة أولبان أو اللغة العبرية. معظمهم يتحدثون العبرية بطلاقة، لكن بعضهم لا يتحدثون. معظم الإسرائيليين العرب، الذين يشكلون أقلية قومية كبيرة، وأعضاء الأقليات الأخرى يجيدون اللغة العبرية. تاريخيا، كانت تدرس العبرية في المدارس العربية من الصف الثالث وما بعده، ولكن تم تقديمه تدريجيا من مرحلة رياض الأطفال فصاعدا ابتداء من سبتمبر 2015. امتحان اللغة العبرية هو جزء أساسي من امتحانات شهادة الثانوية العامة لطلاب المدارس الإسرائيلية. تم تكليف أكاديمية اللغة العبرية التابعة للدولة، والتي تأسست عام 1953 بموجب قانون للكنيست، بمهمة البحث عن اللغة العبرية وتقديم قواعد موحدة لاستخدام اللغة من قبل الدولة.
وجدت دراسة استقصائية أجراها المكتب المركزي للإحصاء في عام 2013 أن 90٪ من اليهود الإسرائيليين يتقنون اللغة العبرية وأن 70٪ منهم يتمتعون بالكفاءة العالية. كما وجد أن 60٪ من الإسرائيليين العرب يتقنون أو يتقنون اللغة العبرية، بينما 17٪ لا يستطيعون قراءتها و12٪ لا يستطيعون التحدث بها.

## اللغة العربية في إسرائيل
اللغة العربية الفصحى، إلى جانب العبرية، لها وضع خاص بموجب القانون الإسرائيلي، وكانت اللغة الرسمية الثانية للبلاد حتى عام 2018، عندما تم إعلان اللغة العبرية اللغة الرسمية الوحيدة. تستخدم لهجات المنطوقة المختلفة. اللغة العربية هي اللغة الأم بين العرب الإسرائيليين. في عام 1949، تم ترك 156000 فلسطينياً داخل خط الهدنة في إسرائيل، ومعظمهم لا يتحدثون العبرية. اليوم، يبلغ الرقم حوالي 1.6 مليون شخص، وعلى الرغم من أن معظمهم يتقنون اللغة العبرية، إلا أن اللغة العربية تظل لغتهم الأم الأساسية.
بالإضافة إلى ذلك، هناك عدد كبير من اليهود الإسرائيليين يعرفون اللغة العربية المنطوقة، على الرغم من أن عددًا صغيرًا جدًا منهم هم الذين يعرفون القراءة والكتابة باللغة العربية. اللغة العربية هي اللغة الأم للأجيال الأكبر سناً من اليهود المزراحيين الذين هاجروا من البلدان الناطقة بالعربية. الدروس باللغة العربية منتشرة على نطاق واسع في المدارس الناطقة باللغة العبرية من الصف السابع حتى التاسع. قد يرغب أولئك الذين يرغبون في القيام بذلك في مواصلة دراساتهم العربية حتى الصف الثاني عشر والامتحان في شهادة الثانوية العامة العربية. وجدت دراسة أجريت عام 2015 أن 17٪ من اليهود الإسرائيليين يفهمون اللغة العربية و10٪ يستطيعون التحدث بها بطلاقة، لكن 2.5٪ فقط يستطيعون قراءة مقال باللغة، و1.5٪ يمكنهم كتابة خطاب فيها، و1٪ يستطيعون قراءة كتاب باللغة ذلك.
لعدة سنوات، كانت السلطات الإسرائيلية مترددة في استخدام اللغة العربية، إلا عندما يكون ذلك صريحًا بموجب القانون (على سبيل المثال، في التحذيرات بشأن المواد الكيميائية الخطرة)، أو عند مخاطبة السكان الناطقين بالعربية. لقد تغير هذا بعد صدور حكم المحكمة العليا في نوفمبر 2000 والذي قضى بأنه على الرغم من العبرية، إلا أن استخدام اللغة العربية يجب أن يكون أكثر شمولاً. منذ ذلك الحين، يجب أيضًا ترجمة جميع علامات الطرق والملصقات الغذائية والرسائل المنشورة أو المنشورة من قبل الحكومة إلى اللغة العربية الأدبية، ما لم تصدر عن السلطة المحلية لمجتمع ناطق باللغة العبرية على وجه الحصر. اعتبارًا من ديسمبر 2017، تسرد 40٪ من اللوحات الرقمية في الحافلات العامة طرقها باللغتين العبرية والعربية في جميع أنحاء البلاد، وابتداءً من عام 2015، ظهرت اللغة العربية بشكل متزايد في علامات على طول الطرق السريعة وفي محطات السكك الحديدية.
كانت اللغة العربية تعتبر دائمًا لغة شرعية لاستخدامها في الكنيست إلى جانب العبرية، ولكن نادرًا ما استخدم أعضاء الكنيست الناطقين بالعربية هذا الامتياز، بينما يتقن جميع أعضاء الكنيست الذين يتحدثون العربية بطلاقة اللغة العبرية، يمكن لعدد أقل من أعضاء الكنيست الذين يتحدثون العبرية فهم اللغة العربية.
في مارس 2007، وافق الكنيست على قانون جديد يدعو إلى إنشاء أكاديمية اللغة العربية على غرار أكاديمية اللغة العبرية. أنشئ هذا المعهد في عام 2008، ويقع مركزه في حيفا ويرأسه حاليًا البروفيسور محمود غنايم.
في عام 2008، اقترحت مجموعة من أعضاء الكنيست مشروع قانون لإزالة وضع اللغة العربية كلغة رسمية، مما يجعلها «لغة ثانوية رسمية». لم يمر مشروع القانون هذا
في عام 2009، اقترح إسرائيل كاتز، وزير النقل، أنه سيتم تعديل العلامات على جميع الطرق الرئيسية في إسرائيل والقدس الشرقية وربما أجزاء من الضفة الغربية، لتحل محل أسماء الأماكن باللغتين الإنجليزية والعربية مع ترجمة مباشرة للاسم العبري. حاليا معظم علامات الطرق باللغات الثلاث. الناصرة، على سبيل المثال، ستصبح " وقالت وزارة النقل إنه سيتم استبدال العلامات تدريجيا حسب الضرورة بسبب البلى. تم انتقاد هذا باعتباره محاولة لمحو اللغة العربية والتراث الفلسطيني في إسرائيل.رفضت لجنة الأسماء الحكومية الإسرائيلية بالإجماع هذا الاقتراح في عام 2011.